# Spongia deltoidea
Spongia deltoidea är en svampdjursart som beskrevs av Jean-Baptiste Lamarck 1814. Spongia deltoidea ingår i släktet Spongia och familjen Spongiidae. Inga underarter finns listade i Catalogue of Life.